# Niegowić

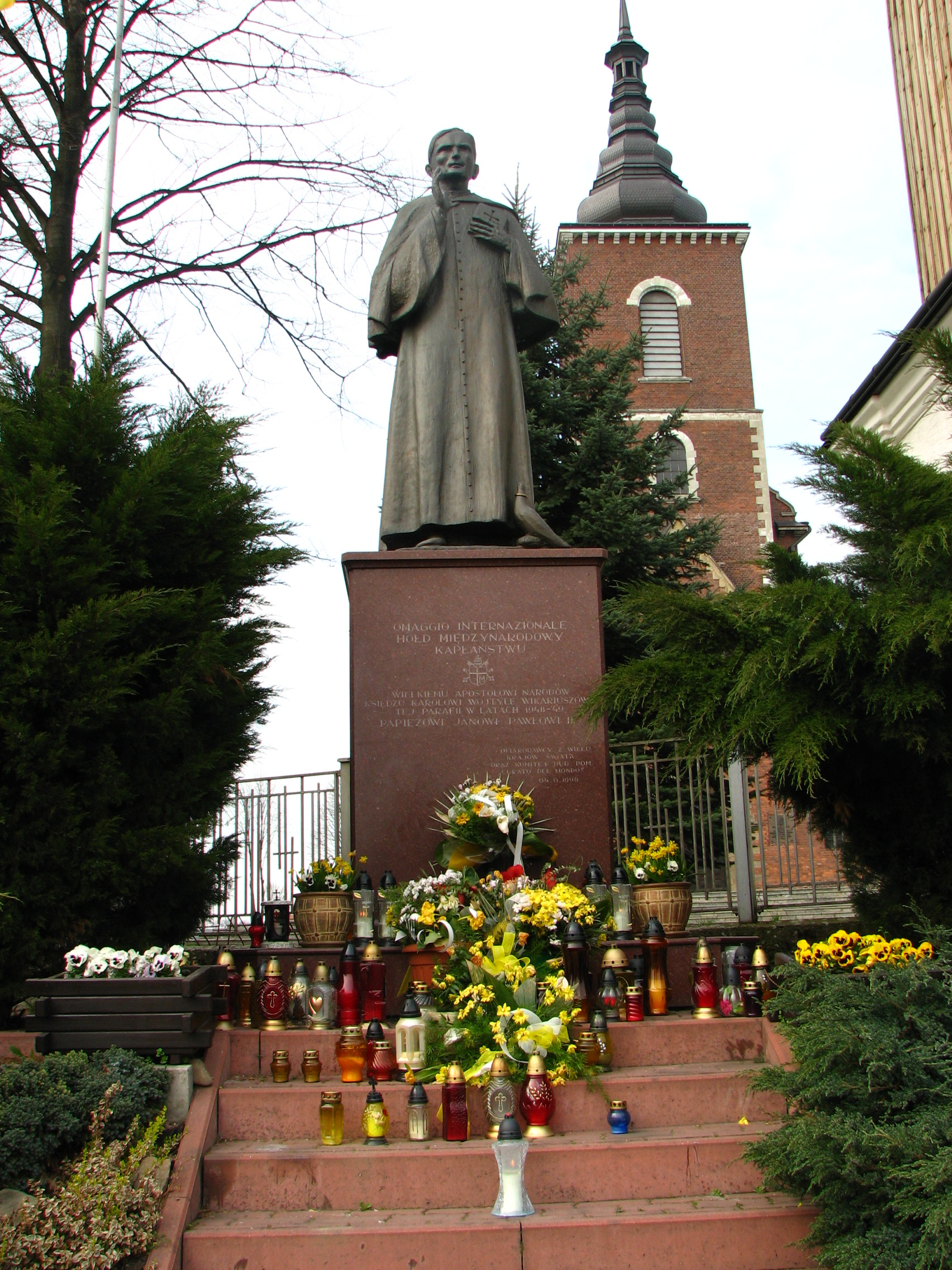
Pomnik wikarego Karola Wojtyły przed kościołem w Niegowici

Niegowić – wieś (dawniej miasteczko) w Polsce, położona w województwie małopolskim, w powiecie wielickim, w gminie Gdów.
Miejscowość uzyskała lokację miejską w 1785 roku, zdegradowana w 1896 roku. W latach 1954–1972 wieś należała i była siedzibą władz gromady Niegowić. W latach 1973–1976 miejscowość była siedzibą gminy Niegowić, a w latach 1975–1998 należała administracyjnie do „małego” województwa krakowskiego.
Wieś jest położona 2 km na północny zachód od drogi wojewódzkiej nr 967. Integralna część miejscowości: Dębrowy.
Miejscowość była pierwszym miejscem pracy świeżo wyświęconego księdza Karola Wojtyły, późniejszego papieża Jana Pawła II, gdzie przyjechał w lipcu 1948 roku. Pracował tu do sierpnia 1949, gdy został przeniesiony do parafii św. Floriana w Krakowie.

## Nazwa wsi
Nazwa wsi wywodzi się od starosłowiańskiego imienia męskiego, które brzmiało „Niegowiad” (ten który zna radość). Na przestrzeni wieków nazwa ta ewoluowała, miejscowość określano jako Niegowiec, Niegowice, obecna nazwa ustaliła się w XIX wieku.

## Historia wsi i parafii
Data powstania parafii nie jest historykom znana. Przyjmuje się, że miało to miejsce w XIII wieku. W dokumentach odnotowano, że w 1325 roku tutejsza parafia była siedzibą dekanatu, co świadczyło o jej ważności. Wiadomo, że istniejący tutaj kościół był zbudowany z drewna, dach krył gont, sufit i posadzka były zrobione z desek, a budowlę wieńczyła wieżyczka z sygnaturką. Inwentaryzacja sporządzona w 1748 roku określała stan budynku jako bardzo zły i zagrażający zawaleniu. W dniu Bożego Ciała 1761 roku kościół spłonął od wystrzałów armatnich. W 1788 właścicielka tutejszych dóbr, Teresa Grzębska ufundowała nową świątynię. Poważny remont obiektu został przeprowadzony w 1893 według projektu Atanazego Beonego i Zdzisława Włodka. Pierwsze plany budowy murowanego kościoła powstały w 1930, projektantem był inż. Bogdan Treter. Na realizację trzeba było czekać 18 lat, budowa została rozpoczęta w 1949, a ukończona w 1959 roku. Proboszczem parafii w momencie rozpoczęcia prac był ks. Kazimierz Buzała, a wikariuszem ks. Karol Wojtyła. Zakończenie budowy miało być prezentem dla proboszcza, który obchodził 50-lecie posługi kapłańskiej. Uroczystej konsekracji kościoła dokonał w 1966 arcybiskup Karol Wojtyła. Drewniany kościół został rozebrany i przewieziony do wsi Mętków koło Chrzanowa, gdzie stoi do dziś.

### Obraz Matki Bożej Wniebowziętej
Obraz Matki Bożej Wniebowziętej (nazywanej Matką Bożą Niegowicką) znajduje się w ołtarzu głównym niegowickiej świątyni, powstał ok. 1610 r. Fundatorami była rodzina Niewiarowskich herbu Półkozic z pobliskiego Niewiarowa, konserwację obrazu przeprowadzano w latach 1760, 1966 i 2008.
Wizerunek Matki Bożej jest przedstawiony na płótnie naciągniętym na dębowe odeskowanie. Maryję przedstawiono w pozycji stojącej z dłońmi złożonymi w modlitwie, u jej stóp znajduje się Księżyc, jedna para aniołów unosi ją ku niebu, a druga nakłada na jej głowę koronę. Na obraz w 1860 nałożono drewnianą posrebrzaną sukienkę, a w 1918 srebrną – jako wotum wdzięczności za zakończenie działań wojennych i odzyskanie niepodległości.

## Pomnik ks. Karola Wojtyły
Obecnie na terenie wsi, przy kościele parafialnym pod wezwaniem Wniebowzięcia Najświętszej Marii Panny znajduje się pierwszy w Polsce pomnik przedstawiający wikarego Karola Wojtyłę. Zbudowany z granitu i brązu pomnik autorstwa włoskiego rzeźbiarza prof. Romano Pelloniego ma 3,8 m wysokości. Przed przywiezieniem pomnika do Polski Jan Paweł II poświęcił go 28 października w Rzymie. Został uroczyście odsłonięty 4 października 1999.

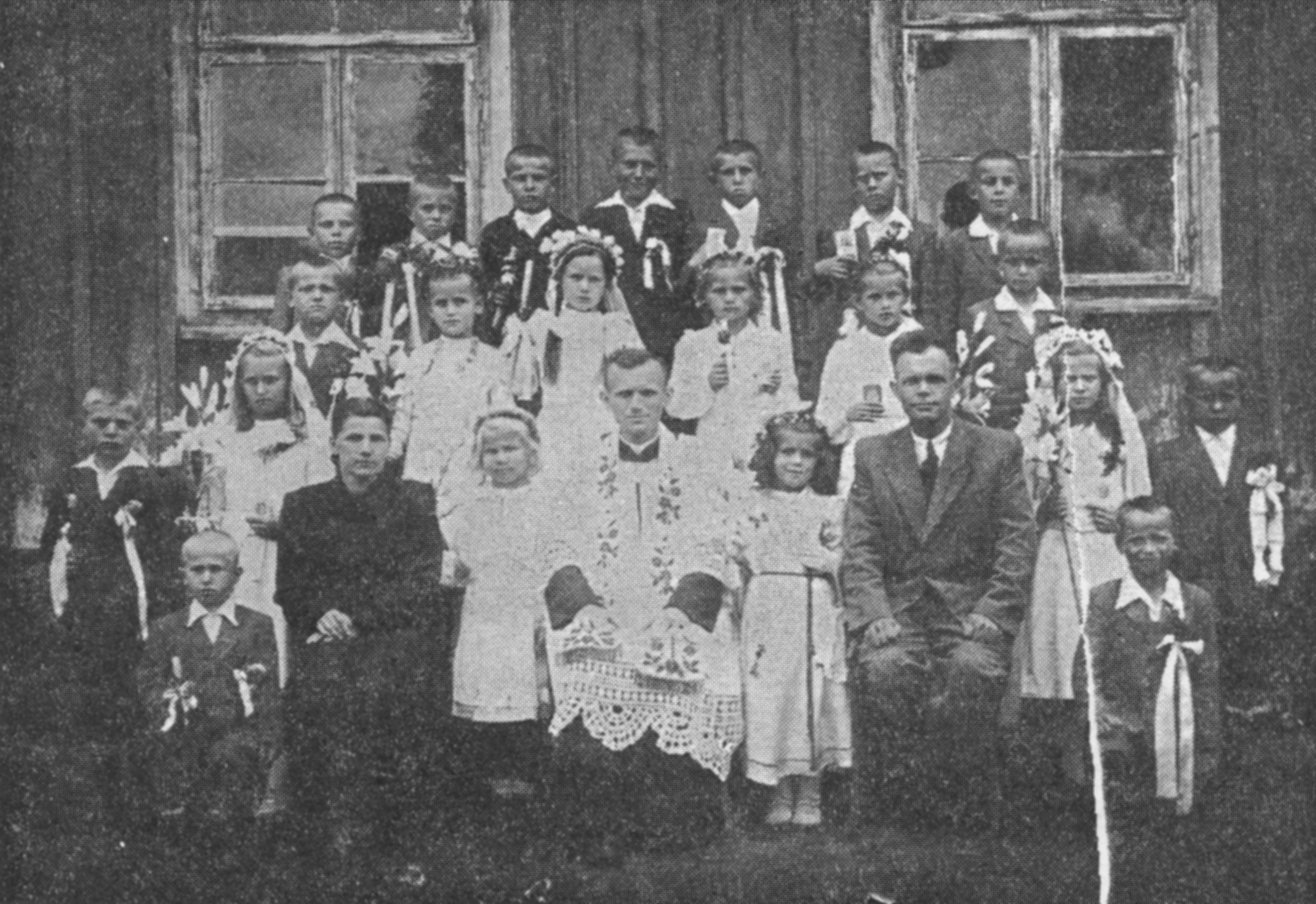
Karol Wojtyła jako wikary w Niegowici

Słowa ks. Jarosława Cieleckiego, przewodniczącego Komitetu "Curato Del Mondo" (wł. "Proboszcz Świata"), z którego inicjatywy postawiono pomnik:
Nigdzie na świecie nie ma posągu księdza Wojtyły, są za to liczne przedstawiające Ojca Świętego Jana Pawła II. - A przecież zanim został papieżem, był zwykłym księdzem. Jego kapłaństwo zaczęło się właśnie w Niegowici, dlatego pomnik musiał stanąć tutaj. Jest jedyny na całym świecie. Mamy na to gwarancję.

### Wspomnienia papieża
Papież Jan Paweł II o podróży do Niegowici wspomina w swojej książce pt. Dar i Tajemnica (1996):
Najpierw dowiedziałem się, jak dostać się do Niegowici, i udałem się tam w odpowiednim dniu. Dojechałem autobusem z Krakowa do Gdowa, a stamtąd jakiś gospodarz podwiózł mnie szosą w stronę wsi Marszowice i potem doradził mi iść ścieżką wśród pól, gdyż tak miało być bliżej. (...) Pamiętam, że w pewnym momencie, gdy przekraczałem granicę parafii w Niegowici, uklęknąłem i ucałowałem ziemię.

## Ciekawostki
- W prawej nawie tutejszej świątyni znajduje się naturalnej wielkości replika watykańskiego grobu Jana Pawła II[potrzebny przypis].
- W tutejszym dworze 2 września 1755 ochrzczono Jana Henryka Dąbrowskiego, późniejszego generała[6].

## Zabytki
Obiekty wpisane do rejestru zabytków nieruchomych województwa małopolskiego.
- Dzwonnica kościenna z lat 1817–1819;
- zespół dworski, dwór, park.
Dwór wybudowany w XIX w. przez rodzinę Habichtów, w otoczeniu park z licznymi zabytkowymi lipami (200–300 lat). W latach 1913–1915 obiekt został przebudowany przez rodzinę Włodków, którzy dobudowali alkierze i kolumnowy portyk.